# Alincthun
Alincthun település Franciaországban, Pas-de-Calais megyében. Lakosainak száma 296 fő (2022. január 1.). Alincthun Le Wast, Bellebrune, Bournonville, Colembert, Crémarest és Henneveux községekkel határos.

## Népesség
A település népességének változása:
| Lakosok száma | 331  | 326  | 336  | 330  | 322  | 314  | 306  | 301  | 296  |
|               | 2013 | 2015 | 2016 | 2017 | 2018 | 2019 | 2020 | 2021 | 2022 |